# Marmessoidea incensa
Marmessoidea incensa är en insektsart som beskrevs av Ludwig Redtenbacher 1908. Marmessoidea incensa ingår i släktet Marmessoidea och familjen Diapheromeridae. Inga underarter finns listade i Catalogue of Life.